# Hier encore (chanson)
Pour les articles homonymes, voir Hier encore.
Hier encore est une chanson écrite et interprétée par Charles Aznavour. Elle sort en 1964.

## Duos
Charles Aznavour a chanté cette chanson en live avec Patrick Bruel en 1994 dans le cadre de l'émission Les Enfoirés au Grand Rex au profit des Restos du Cœur.

## Reprises et adaptations

### Reprises
Amanda Lear en a enregistré une version sur un CD de 2001 intitulé Heart.
Nicole Martin en a enregistré une version qui paraît en 2012 sur son album Cocktail Lounge.
Nara Noïan en a enregistré une version qui est apparue en 2013 sur son album 5.
Eddy Mitchell a également enregistré une version de la chanson dans le cadre de l'album Grand Écran consacré aux musiques de films.
Yuri Buenaventura en a enregistré une version qui paraît en 2015 sur son album Paroles.
Elina Duni a enregistré une version sur l'album Lost Ships en 2020.
SDM en a enregistré une reprise sur l'album Lien du 100 en 2022 mais la chanson a été rapidement supprimée des plateformes streaming sur demande de la famille Aznavour .
En 2023, Bad Bunny a samplé la chanson pour son titre Monaco sur son album Nadie Sabe Lo Que Va a Pasar Mañana.

### Adaptations
La chanson Hier encore est considérée[Par qui ?] comme un des plus grands succès de Charles Aznavour. Elle a connu plusieurs adaptations en diverses langues. 
Aznavour lui même l'enregistre, en 1970, dans une adaptation italienne sous le titre Ieri Si (figurant sur l'album : ... e fu subito Aznavour ...).
Version anglaise
Les paroles anglaises de Hier encore sont de Herbert Kretzmer. Sous le titre Yesterday When I Was Young, elle est, notamment, chantée par des artistes internationaux comme Bing Crosby, Shirley Bassey, Roy Clark, Dusty Springfield, Mel Tormé, Lena Horne, Andy Williams, Jimmy Durante, Al Martino, Vikki Carr, Glen Campbell, Julio Iglesias, Johnny Mathis, Marc Almond, Blossom Dearie, Elton John (il existe plus de 100 versions enregistrées)[réf. nécessaire]...
Version algérienne
Le chanteur algérien de chaâbi El Hachemi Guerouabi l'a reprise sous le titre El Barah (Hier), un texte écrit par Mahboub El Bati.
Autres adaptations
Hier encore est également adaptée en japonais (帰り来ぬ青春),, en espagnol (Ayer Aún), en italien : Ieri sì.